# ケナガフルーツコウモリ
ケナガフルーツコウモリ (Alionycteris paucidentata) は、哺乳綱翼手目オオコウモリ科に分類される属。本種のみでケナガフルーツコウモリ属を構成する。

## 分布
フィリピン（ミンダナオ島）
模式標本の産地（模式産地）は、Kitanglad山。

## 形態
前腕長4.4 - 4.6センチメートル。胴体背面は長く柔らかい体毛で被われ、名前の由来になっている。胴体背面は前述した長い体毛と、綿毛状の下毛の2層で被われる。毛色は黒褐色。染色体数は2n = 36。

## 生態
Kitanglad山脈で1990年代に行われた調査では標高1,450 - 2,250メートルで採集された例があり、特に標高2,250メートルの地点（雲霧林）では1992 - 1993年の調査で17頭が採集されたという報告例がある。

## 人間との関係
分布は限定的であるものの、高地に生息し森林伐採による影響が少ないこと、生息地では比較的よくみられることから、2016年の時点では種として絶滅のおそれは低いと考えられている。